# Ventana mirador

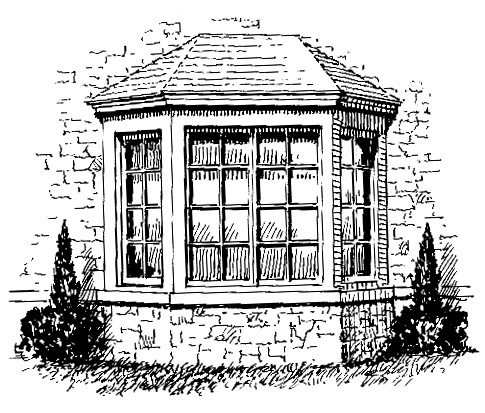
Típica ventana mirador con su forma prismática.

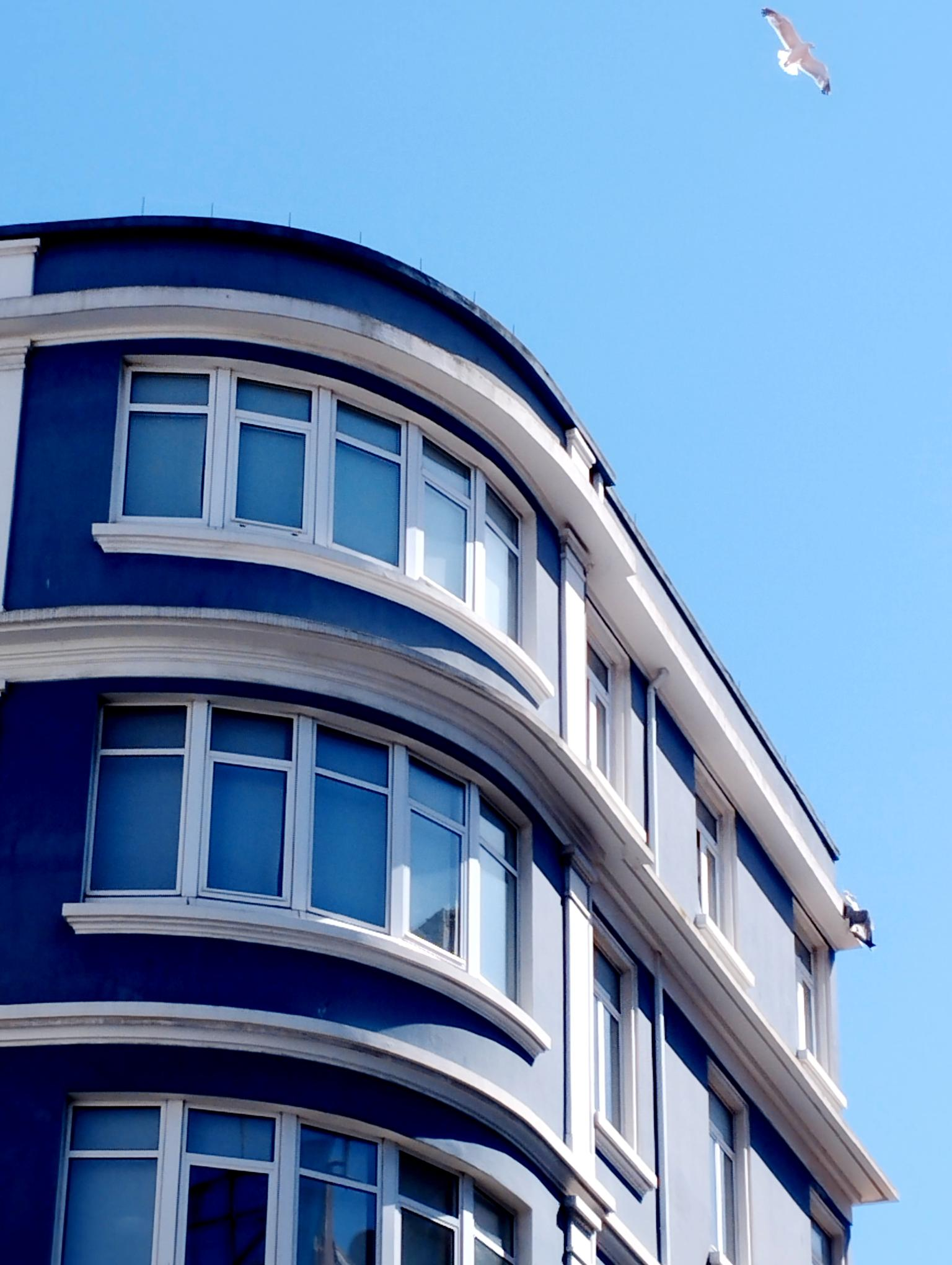
Ventana mirador, bow window, a modo de ventana proa.

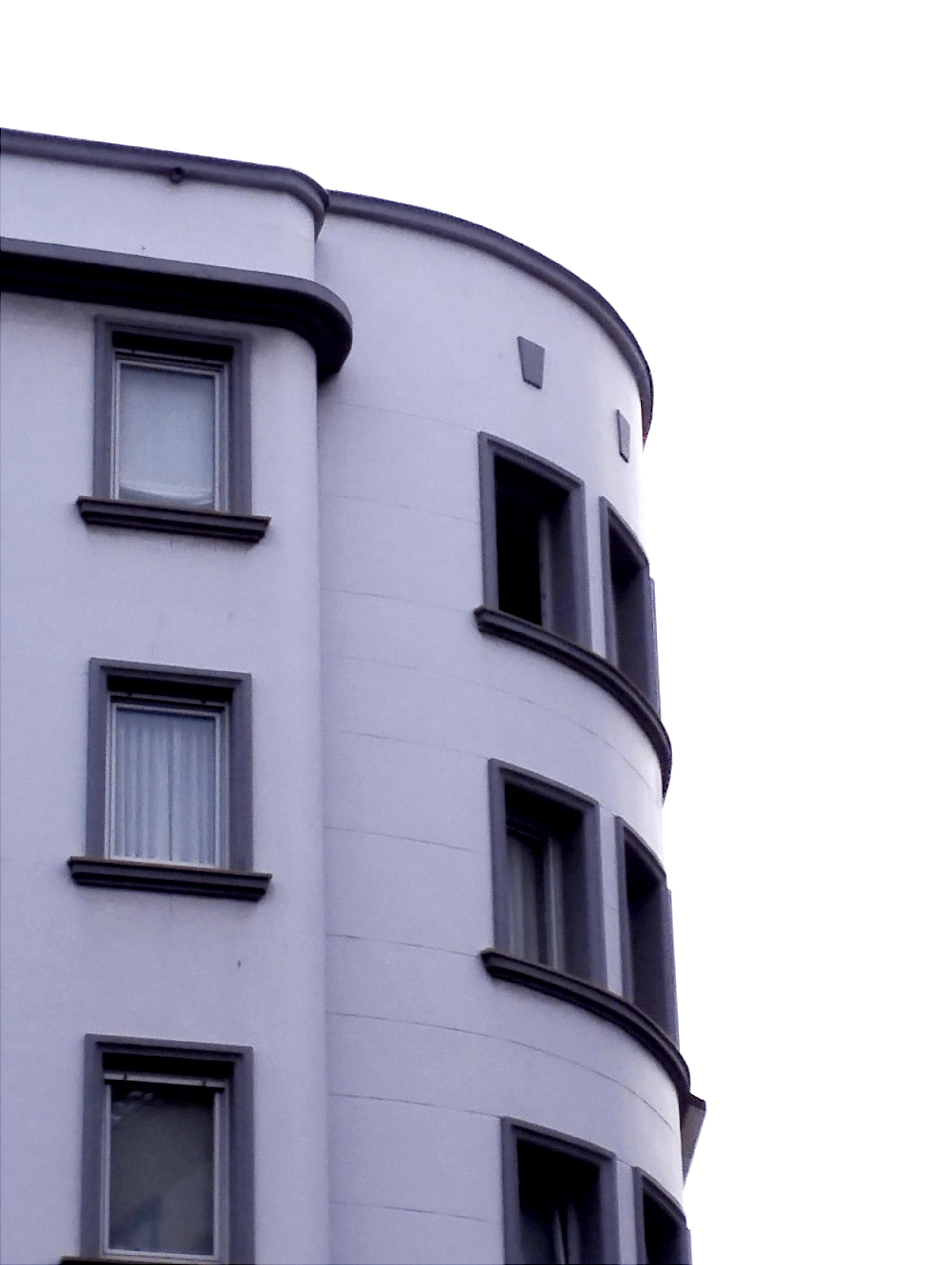
Ventana mirador en arco de circunferencia (bow window).

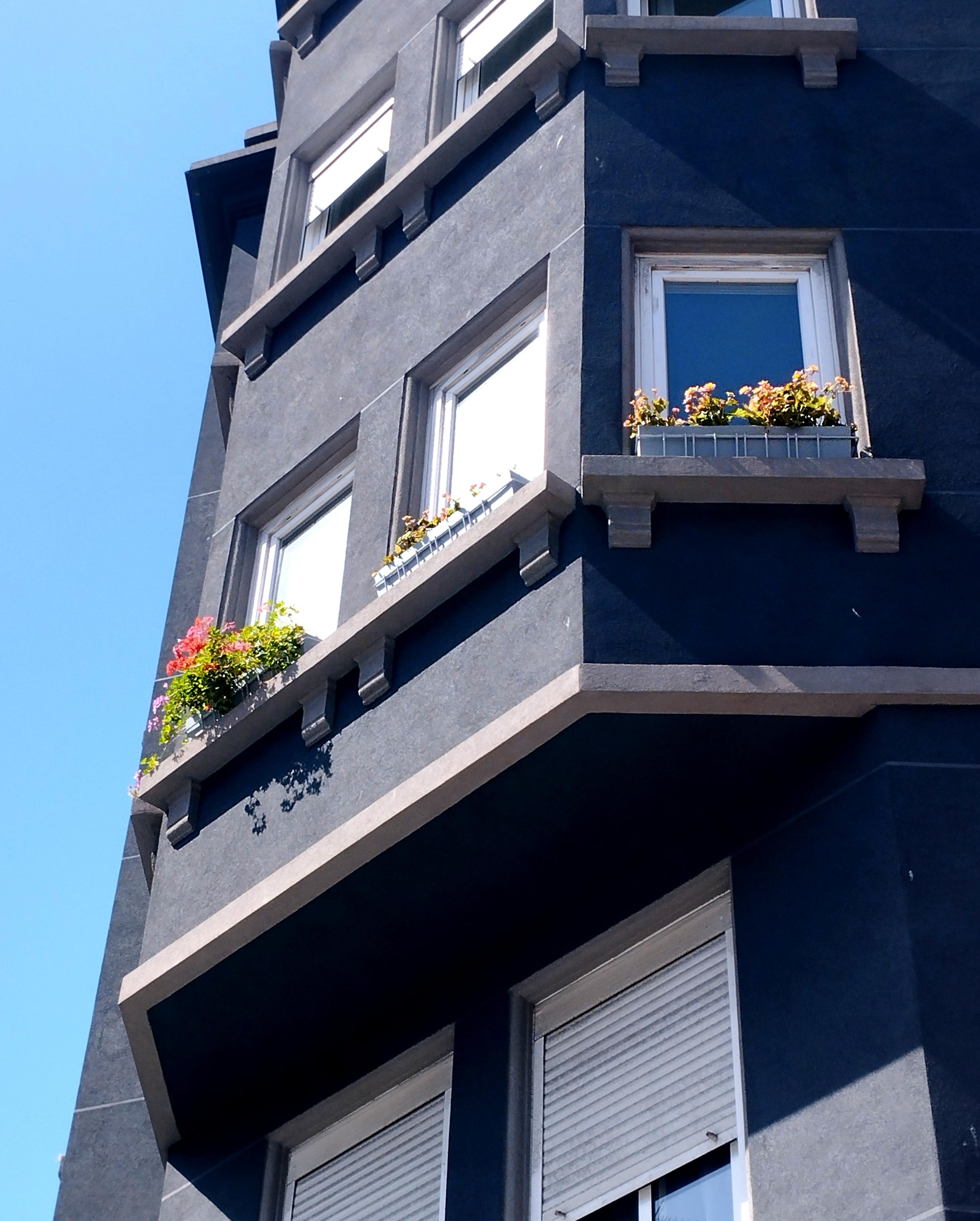
Ventana bahía-mirador proyectada a partir de la primera planta con geometría hemi-octogonal.

Una ventana mirador es una especie de voladizo. Por regla general, un tipo de ventana que asoma hacia el exterior desde un muro en un intercolumnio. Suele sostenerse sobre una ménsula. Dependiendo de la forma de la ménsula hay diferentes ventanas en saledizo: ventana oriel (típico del Oriel College), con la ménsula redondeada o bow window. Suelen emplearse para dar un aspecto de mayor volumen a los interiores.

## Características
Siendo habitual que una ventana se encuentre inserta en el plano del muro, este tipo de ventanas suele formarse con un saliente. Se soporta, por regla general, de una ménsula de forma de polígono convexo, cuyos ángulos interiores suelen ser de 90°, 135° y 150° grados. La bay window se suele asociar, generalmente, a la arquitectura victoriana. Alcanzó mucha popularidad en los diseños de hoteles en los años setenta del siglo XIX.
Este tipo de ventanas suele emplearse con el objeto de crear la ilusión de espacios interiores más voluminosos. Permiten desde luego un mayor flujo de luz en los interiores, y permiten un mayor campo de visión del exterior, algo que no puede lograrse con una ventana inserta en un muro. Suele emplearse en el diseño de comedores, salas de estar.

## Tipos
Algunos de los diferentes tipos de la ventana mirador (bay window), atendiendo a su geometría o ubicación, son los siguientes:
Bow window, traducido al español como ventana arco o ventana arqueada. Se trata de un mirador resuelto en forma de arco que aporta monumentalidad a la construcción. Su similitud con las proas de los barcos provoca que habitualmente también se designe a este tipo de mirador como ventana proa.
Boínder. Término derivado de bow window al menorquín, empleado en Menorca para designar a las ventanas mirador con geometría de arco de circunferencia.
Oriel window, traducido al español como mirador. Su nombre proviene del Oriel College, el quinto college con más antigüedad de Oxford. En su fachada se halla el ventanal tomado de referencia para designar los oriel.
La diferencia de la ventana de oriel respeto a la ventana de bahía es que ésta sobresale de la pared principal del edificio y puede a veces utilizarse en planta baja. Algo que no sucede con las bay windows tradicionales que se proyectan corrientemente a partir de la primera planta. Las oriel también es habitual que se apoyen en ménsulas de riqueza decorativa.
En la arquitectura árabe, la ventana oriel, se conoce como masfrabiya. Se configuraba como una ventana cerrada con una celosía de madera tallada y en ocasiones decorada con vidrieras. Servía como área de mirador para las mujeres que podían observar la calle sin ser vistas.